# Geopolitik
Geopolitik wird häufig als Synonym für das raumbezogene, außenpolitische Agieren von Großmächten im Rahmen einer Geostrategie bezeichnet. Die engere wissenschaftliche Begriffsbedeutung von Geopolitik bezeichnet die politikwissenschaftliche Interpretation geographischer Gegebenheiten, die oftmals im Rahmen von Politikberatung erfolgt. Geopolitik wurde aus der Politischen Geographie abgeleitet und stand anfangs in Opposition zu ihr. Besondere Bedeutung hatte sie in Deutschland in den beiden Weltkriegen und der Zwischenkriegszeit.

## Definitionen und Begriffsverwendung
Sowohl in den Medien als auch in weiten Teilen der Politikwissenschaft wird der Begriff Geopolitik als Synonym für gewaltträchtige und skrupellose Machtpolitik verwendet. Amerikanische und britische Wissenschaftler verstanden unter Geopolitik ursprünglich dagegen eine Analyse politischer (und wirtschaftlicher) Phänomene, die sich auf geographische Kausalfaktoren konzentriert. Geopolitik als akademische Disziplin ist eine Analysemethode im politikwissenschaftlichen Forschungsfeld Internationale Beziehungen mit besonderem Bezug zur Geographie. Die akademische Geopolitik untersucht mit analytisch-deskriptivem Anspruch die Einflüsse, die geographische Gegebenheiten und Dynamiken auf politische Entwicklungen haben, wobei das Hauptinteresse auf außen- und sicherheitspolitischen Entwicklungen liegt. Andererseits ist Geopolitik eine praktische Methode sicherheitspolitischer Entscheidungsfindung und Umsetzung. Es gibt eine lange Tradition von wissenschaftlichen Geopolitikern, die sich als Regierungsberater verstanden und mit ihrer Forschung stets politische Entscheidungsträger beeinflussen wollten. Der französische Geograph und Geopolitiker Yves Lacoste betont, Geopolitik sei ein Herrschaftsinstrument, geopolitisches Wissen sei strategisches Wissen.
Als Bezeichnung für eine akademische Disziplin nennt Egbert Jahn den Begriff „unglücklich“. Niemand käme auf die Idee unter Sozialpolitik, Familienpolitik, Umweltpolitik oder Außenpolitik eine Wissenschaft zu verstehen. Vielmehr handle es sich dabei um bestimmte Sektoren und Objekte der Politik, und zwar sowohl des politischen Geschehens oder des Prozesses (politics) als auch der politischen Inhalte, Aufgaben und Ziele (policies). In diesen Fällen werde deutlich zwischen Politik und Politikwissenschaft unterschieden. Der Grund, weshalb unter Geopolitik keine Politik, sondern eine Wissenschaft oder eine Lehre von der Politik verstanden wird, liege wohl darin begründet, „daß es sich bei Geopolitik nicht um einen bestimmten Gegenstand der Politik handelt, etwa die Geosphäre oder die Erde, sondern um einen bestimmten Aspekt von Politik, nämlich ihren Raumbezug. Geopolitik ist also nicht Erdpolitik, ein Wort, das neuerdings auch zur Bezeichnung von globaler Umweltpolitik benutzt wird.“
Charakteristisch für Geopolitik sind ihr Geodeterminismus und ihre Nähe zu den Denkschulen des Realismus und Neorealismus in den Internationalen Beziehungen. Der Geograph Benno Werlen betont in seiner Definition von Geopolitik deren Geodeterminismus, wonach menschliches Handeln durch Raum und Natur vorbestimmt sei. Dabei determiniere der Raum das politische Geschehen nicht unmittelbar, sondern vermittelt durch seinen Einfluss auf den Staat. Ähnlich ist die Definition im Lexikon der Raumphilosophie: Im Zentrum der Geopolitik stehe die Idee einer geodeterminierten Staatspolitik. Bei Karl Haushofer hieß es schon 1928: „Die Geopolitik ist die Lehre von der Erdgebundenheit der politischen Vorgänge. Sie fußt auf der breiten Grundlage der Geographie, insbesondere der Politischen Geographie als der Lehre von den politischen Raumorganismen und ihrer Struktur. Die von der Geographie erfaßte Wesenheit der Erdräume gibt für die Geopolitik den Rahmen ab, innerhalb dessen sich der Ablauf der politischen Vorgänge vollziehen muß, wenn ihnen Dauererfolg beschieden sein soll […].“
Nach Ulrich Menzel lässt sich Geopolitik als eine besondere Form der Machtpolitik definieren, wobei unter Macht die Kontrolle von politisch definierten Räumen verstanden werde. Die Verwandtschaft zu den Denkschulen des Realismus sei dabei augenscheinlich. Manche Autoren sind sogar der Auffassung, dass die gesamten Theorien des Realismus und des Neorealismus in der Wissenschaft von den internationalen Beziehungen nichts anderem als geopolitischem Denken entspringt. Und Sören Scholvin meint, insbesondere die Ideen des ehemaligen amerikanischen Außenministers Henry Kissinger und des früheren Nationalen Sicherheitsberaters Zbigniew Brzeziński verdeutlichten, dass Geopolitik zu einer vereinfachten Form der realistischen Theorie der internationalen Beziehungen geworden sei.
Maxim Trudoljubow vom Kennan Institute schrieb, dass die geopolitische Sicht auf die Welt die Sicht aus einem Bomber sei. Die Geopolitik ziehe zwingend jene politischen Führer an, die „historisches Ressentiment“ kultivierten – einer giftigen Mischung aus historischen Mythen, der Kultivierung externer Bedrohungen und Feindbilder, der Leugnung von Wertesystemen und eigener wirtschaftlicher Misserfolge.

„Geopolitik ist die Entmenschlichung der Welt“

## Von der Politischen Geographie zur Geopolitik als Wissenschaft
Die ideengeschichtlichen Wurzeln der Geopolitik reichen bis in das Denken der Aufklärung. So sah David Hume 1714 in On the Balance of Power im insularen Großbritannien den Garanten der Freiheit. Montesquieu verwies 1748 im Geist der Gesetze auf den Zusammenhang von Geographie und Geschichte. Den Seemächten schrieb er den Geist der Freiheit zu, die kontinentale Großmacht Russland hingegen verkörperte den Geist der Despotie.
Hinweise auf noch viel ältere Quellen sind laut Niels Werber „typisch für geopolitische Abhandlungen“, Adolf Grabowsky habe sich auf Polybios berufen, Otto Maull auf Herodot, Karl Haushofer auf Thukydides und Pytheas. Ihnen würden dann noch jüngere Autoren von Rang, wie Herder, Hegel und Carl Ritter an die Seite gestellt. Damit, so Sabine Feiner, werde „der Versuch unternommen, eine lange Tradition des geopolitischen Denkens in der internationalen Politik zu begründen. Da mit dieser überaus weit gefassten Interpretation alle politischen Denker und Akteure, die geographische Faktoren berücksichtigt haben, als Geopolitiker gelten können, erscheint sie wenig aussagekräftig.“ Auch Werber vermisst bei den antiken Geographen und Historikern wie auch den deutschen Philosophen jene Elemente und Verknüpfungen, die moderne Geopolitik ausmachen.
Unumstrittene Vorläufer und Wegbereiter der wissenschaftlichen Geopolitik waren der deutsche Zoologe und Geograph Friedrich Ratzel, der schwedische Staatswissenschaftler Rudolf Kjellén, der US-amerikanische Konteradmiral Alfred Thayer Mahan und der britische Geograph Halford Mackinder. Außer bei Kjellén kommt die Bezeichnung Geopolitik bei ihnen noch nicht vor, ihre Thesen fanden vor dem Ersten Weltkrieg kaum Fürsprecher in der universitären Geographie. Erst das geopolitische Schrifttum der Nachkriegszeit machte die vier Autoren zu Klassikern des neugeschaffenen Fachs.
Die Etablierung des Fachs Geopolitik schreibt Yves Lacoste jungen patriotischen deutschen Geographielehrern zu, die 1919 die universitäre Politische Geographie für ungeeignet hielten, „den Nachweis zu führen, daß die durch den Versailler Vertrag festgelegten Grenzen Deutschlands nicht nur ungerecht und absurd, sondern für die Zukunft Europas gefährlich waren.“ Die Geopolitik habe ihnen Argumentationsmöglichkeiten gegeben und sei damit zur Opposition der Politischen Geographie akademischen Typs geworden.

### Der Staat als Organismus: Ratzel und Kjellén
Die Bezeichnung Geopolitik wurde 1899 von Rudolf Kjellén in einem Zeitschriftenaufsatz geprägt. In seinem wissenschaftlichen Hauptwerk Staten som lifsform definierte Kjellén dann 1916: „Geopolitik ist die Lehre über den Staat als geographischen Organismus oder als Erscheinung im Raum.“ Kjellén war vom deutschen Zoologen und Geographen Friedrich Ratzel beeinflusst, der die Politische Geographie 1897 reformiert hatte.
Politische Geographen betrieben vor Ratzel lediglich die Sammlung von statistischen Daten der Ökonomie, Demographie und Politik eines Staatsgebiets. Niels Werber verdeutlicht das an der Darstellung von Gibraltar in Gustav Adolf von Klödens Handbuch der Länder- und Staatenkunde von 1875. Darin fänden sich genaueste Angaben über den Felsen von Gibraltar, zur Flächengröße der Kronkolonie, zu durchschnittlichen Temperaturen und Niederschlägen, zur Flora und Fauna, zur Einwohnerzahl und zur ethnischen Zugehörigkeit der Bewohner sowie zu Import- und Exportgütern und der Handelsbilanz. Es gäbe aber kein einziges Wort über die Beherrschung der Meerenge durch Großbritannien und die Funktion der Befestigungsanlagen. Über Malta oder Singapur ließe sich das Gleiche sagen. Solche „Politische Geographie“ sei also „geradezu unpolitisch“ gewesen. Ratzel dagegen ordnete in seiner Politischen Geographie Gibraltar neben Malta, Zypern, Sues, Singapur, Hongkong und andere in eine Reihe von festen Plätzen, Flottenstationen, Kohlenstationen und Kabelklippen in britischem Besitz ein, die entsprechend ihrer meerbeherrschenden Lage eine politische Funktion erfüllen: Die Sicherung der Seemacht des Vereinigten Königreichs.
Diese Analyse ist bei Ratzel Konsequenz einer „biogeographischen Auffassung des Staates“, mit der der Staat als Organismus im biologischen Sinne betrachtet wird, der der Evolution unterworfen sei und wachsen wolle. Der Staatsorganismus Englands habe sich trotz unabänderlicher geographischer Beschränkung als Insel deshalb zu größten Macht der damaligen Zeit entwickelt, weil die Schranken des Raumes durch Beherrschung der Meere überwunden worden seien. Auf Basis des von Ratzel erdachten Konzepts setzte Kjellén voraus, dass Großmächte expandieren müssen, um sich zu entfalten. Der laut Nils Hoffmann „germanophile“ Schwede sah Deutschland als Zentrum eines nordisch-deutschen Staatenbundes, der sich von Hamburg bis Bagdad erstrecken sollte. Die deutsche Übersetzung seines Buchs Samtidens stormakter von 1914 erschien 1918 als Die Großmächte der Gegenwart bereits in der 19. Auflage. Übersetzungen anderer Schriften von ihm waren in Deutschland ähnlich verbreitet und hatten starken Einfluss auf die sich formierende Geopolitik. Dabei wurde Ratzels Lebensraum-Konzept besonders wirksam.

### Landmacht und Seemacht: Mahan und Mackinder
Die Gründerväter der angloamerikanischen Geopolitik, der Amerikaner Alfred Thayer Mahan und der Brite Halford Mackinder, wurden bereits in der deutschen Hochphase des Fachs, die laut Werber 1915 begann und 1945 endete, zu Klassikern des Fach stilisiert. Von Ratzel und Kjellén unterschieden sie sich dadurch, dass sie Staaten nicht als Organismen betrachteten, also keine „politische Zoologie oder biopolitische Geographie“ betrieben. Beide entwarfen auf Basis historischer Analysen Geostrategien für eine Seemacht.
Mahan war weniger Wissenschaftler als Militärstratege, er widmete in den letzten zwei Jahrzehnten des 19. Jahrhunderts seine publizistischen Bemühungen dem Versuch, zu verdeutlichen, dass die Vereinigten Staaten eine Hochseekriegsflotte benötigen. Nach seiner Auffassung war die Monroe-Doktrin nur durch eine starke Marine zu sichern, nur durch eigene Seemacht ließen sich Blockaden amerikanischer Küsten und die Bedrohung amerikanischer Häfen unterbinden. Mahan sah die USA in Konkurrenz zur britischen Seemacht und entwickelte Strategien, deren Ausbau im karibischen und pazifischen Raum zu unterbinden. Er forderte die amerikanische Sicherung des geplanten Panamakanals und Stützpunkte auf Kuba, Puerto Rico, Hawaii, Samoa und den Philippinen. Seine Bemühungen um „Sea-Power“ waren erfolgreich, die amerikanische Politik folgte seinen Vorschlägen. Auch in Deutschland fand er aufmerksame Leser, wie Alfred von Tirpitz und später Carl Schmitt. In der deutschen Interpretation wurde dann aus Hawaii Helgoland und aus dem Panama-Kanal der Kaiser-Wilhelm-Kanal. Georg Wislicenus forderte 1896 mit Mahans Argumenten eine deutsche Schlachtflotte, die zur Verteidigung und zum Angriff fähig sein müsse und die in der Lage sei, eine britische Seeblockade zu brechen.

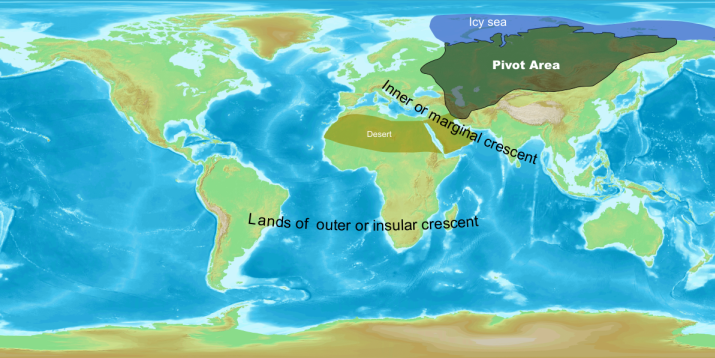
Die Einteilung der „Weltinsel“ in Mackinders Heartland-Theorie

Im Gegensatz zu Mahan hielt Mackinder die hohe Zeit der weltweiten Seemacht für überschritten, das Ende des „kolumbianischen Zeitalter“ hätte bereits begonnen und damit auch das der britischen Weltmacht. 1904 entwickelte er in einem Zeitschriftenaufsatz eine weltpolitische Theorie des „post-kolumbianischen Zeitalters“: Er prognostiziert eine Epoche der Landmacht. Die Macht, der es gelänge, das eurasische Herzland (pivot area) zu organisieren und bis an die Küsten auszudehnen, würde zur Weltmacht. Diese Prognose fasste er 1919 im Buch Democratic Ideals and Reality in den später vielzitierten Ausspruch zusammen: „Who rules East Europe commands the Heartland. Who rules the Heartland commands the World-Island. Who rules the World-Island commands the World.“ („Wer über Osteuropa herrscht, beherrscht das Herzland: Wer über das Herzland herrscht, beherrscht die Weltinsel (Eurasien). Wer über die Weltinsel herrscht, beherrscht die Welt.“)
In Großbritannien, dem Mackinders Überlegungen als Warnung vor Weltmacht-Verlust galten, wurde der Aufsatz nicht zur Kenntnis genommen. In Deutschland dagegen wurde die Arbeit begeistert rezipiert, Karl Haushofer lobte sie als „das größte geopolitische Meisterwerk aller Zeiten“. Auch aktuell gilt das Heartland-Konzept als „die wohl bedeutsamste Idee in der Geschichte der Geopolitik.“
Mit der einflussreichen Schrift des italienischen Generals Giulio Douhet über die Luftherrschaft (Il Dominio dell’Aria) kam 1921 ein neuer geopolitischer Aspekt hinzu.

### Carl Schmitts Großraumkonzept
1939 artikulierte der deutsche Jurist Carl Schmitt das einflussreiche Konzept einer Großraumordnung. Statt einer Weltordnung auf Grundlage bestimmter universeller Prinzipien, die er für einen Deckmantel des angloamerikanischen Imperialismus hielt, forderte er die Errichtung eines Systems von geographisch klar abgegrenzten Großräumen. Solche Großräume sollten nach
„nationalen“ Prinzipien organisiert sein. Externe – „raumfremde Mächte“ dürften außerhalb ihres eigenen Großraums nicht intervenieren. Dabei berief sich Schmitt ausdrücklich auf die Monroe-Doktrin. Eine so formierte internationale Ordnung könne, wenn von allen Beteiligten akzeptiert, ideologisch motivierte Vernichtungskriege verhindern. Das Gleichgewicht von Großräumen wäre eine Garantie für den Weltfrieden.

## Deutsche Geopolitik
Die Geschichte der klassischen deutschen Geopolitik beginnt laut Fachgeschichtsschreibung mit der Rezeption von Kjellén-Texten im Ersten Weltkrieg und gewinnt nach der Niederlage eine starke Entwicklungsdynamik. Ratzel, Kjellén und die von ihnen vorbereitete und bis dahin kaum beachtete Geopolitik erlebten, laut Klaus Kost, nach 1914 einen triumphalen Durchbruch. Nach 1918 gab es dann fast keine Geographen mehr, die nicht Geopolitik trieben.
Im Zentrum geopolitischer Publikationen standen während des Ersten Weltkrieges die Seeblockade der Mittelmächte durch das Vereinigte Königreich, die Interpretation der Mittellage Deutschlands als „Raumschicksal“ sowie die „Entdeckung des ‚Deutschen Ostens‘ als Okkupations- und Ergänzungsraums.“ Die Ereignisse des letzten Kriegsjahres (Friedensvertrag von Brest-Litowsk) boten auf deutscher Seite Anlass zu ausgreifenden geopolitischen Konzeptionen, die weit über das eigentliche Kampfgebiet bis tief nach Asien hineinreichten. Ihren Aufschwung erlebte die Disziplin aber erst danach als Reaktion auf den Friedensvertrag von Versailles. Laut Sprengel war die Geopolitik jener Jahre „Kampfmittel gegen Versailles“. Laut Franz L. Neumann und Nils Hoffmann lieferte die Geopolitik mit ihren Konzepten eine „pseudo-wissenschaftliche“ Rechtfertigung für die Expansion und den (notfalls gewaltsamen) (Wieder-)aufstieg Deutschlands.

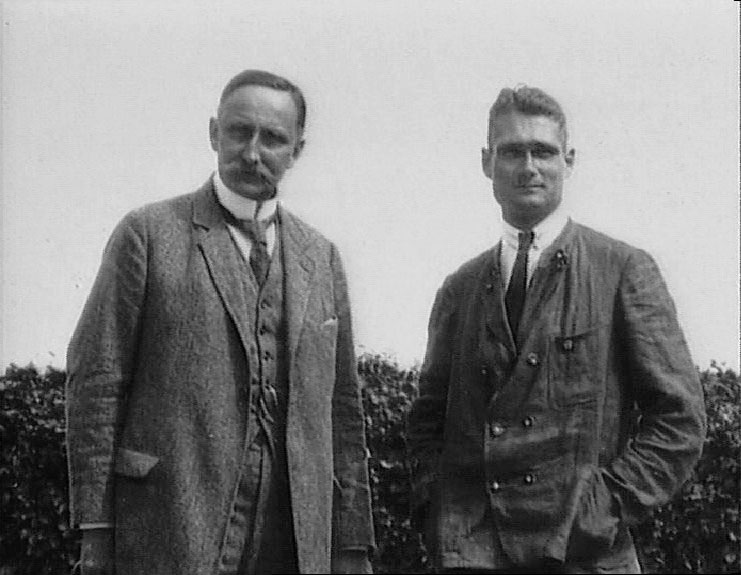
Karl Haushofer (links) und Rudolf Heß, um 1920

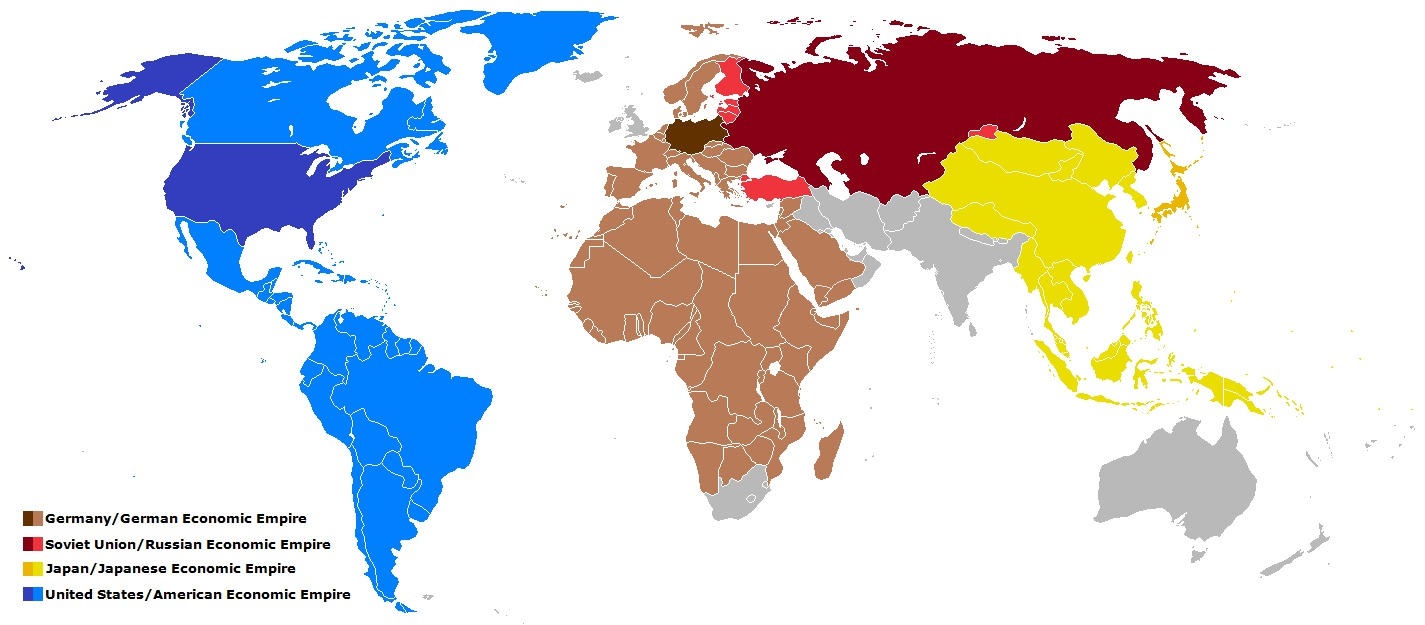
Zukünftige Wirtschaftsräume (nach US News, August 1940): Die Zonen entsprechen grob der Vorstellung Haushofers. In Australien und Indien erwartete er eine japanische bzw. russische Vorherrschaft.

Führender Vertreter dieser „Deutschen Wissenschaft“ war Karl Haushofer, für den das Lebensraum-Konzept Ratzels „Grundlage jeder Erörterung der Fragen auswärtiger Politik“ war. Daraus leitete Haushofer zwei konkrete Forderungen an die Politik ab: Den bestehenden Lebensraum zu schützen und ihn zu vergrößern. Er betonte, dass es künftig großer Räume bedürfe, um das Überleben von Staaten zu gewährleisten und entwickelte ein Konzept der „Pan-Ideen“, das er 1931 publizierte und 1940 konkretisierte. Er skizzierte vier künftige „Pan-Regionen“, die sich gemäß der Monroe-Doktrin organisieren würden: Eine amerikanische unter der Führung der USA, eine europäisch-afrikanische unter deutscher Führung, eine ostasiatische unter der Führung Japans und eine eurasische unter russischer Führung. Seemächte spielten in seinem Konzept keine Rolle.
Seine geopolitischen Konzepte übersetzte Haushofer in konkrete Politikempfehlungen. Er schuf sich gute Möglichkeiten, die Öffentlichkeit zu erreichen. Seit 1924 war er gemeinsam mit Erich Obst und Hermann Lautensach Herausgeber der Zeitschrift für Geopolitik. Außerdem hielt er viele Rundfunk-Vorträge, wie etwa den regelmäßigen Weltpolitischen Monatsbericht.
Nach der nationalsozialistischen Machtübernahme hatte er durch seinen freundschaftlichen Kontakt zu Rudolf Heß, der sein akademischer Schüler gewesen war, Zugang zu nationalsozialistischen Regierungskreisen. Sein Einfluss auf NS-Ideologie und -Politik ist in der Fachgeschichtsschreibung umstritten. Lange hatte er als Geopolitiker hohes internationales Ansehen, man sah in ihm den Urheber des Deutsch-sowjetischen Nichtangriffspakts von 1939 als praktische Anwendung des Heartland-Konzepts von Mackinder. Den Überfall auf die Sowjetunion 1941 hielt er für einen Fehler und stellte seine Arbeit ein.
Nationalsozialistische Theoretiker entwickelten den „geopolitischen“ Entwurf einer autarken Großraumwirtschaft, bei dem das hochindustrialisierte Kernland Deutschland und seine angrenzenden Industriegebiete in Nordost-Frankreich, Belgien und Böhmen mit Rohstoffen und Lebensmitteln aus der Peripherie vor allem aus Südosteuropa und der Sowjetunion versorgt werden sollte.
Nach dem Ende des Zweiten Weltkrieges wurde die Geopolitik in Deutschland weitestgehend stigmatisiert, was zur Folge hatte, dass auch eine kritische Auseinandersetzung mit ihr nicht erfolgte. Erst in den 1980er Jahren begann eine ideologiekritische Auseinandersetzung mit der Geopolitik, deren Protagonisten die Disziplin als räumliche Konfliktforschung betrachten. Praktisch erlebt der geopolitische Diskurs seit 1989 eine Renaissance in Wissenschaft, Publizistik und Politik.
Der Begriff hat beispielsweise 2019 Eingang gefunden in die deutschen Leitlinien deutscher Arktispolitik, dass es im deutschen Interesse liege, „bestehenden geopolitischen Spannungen in der Region zu begegnen und (Interessens-)Konflikten und potenziellen Risiken in der Arktis vorzubeugen“.

## Angloamerikanische Geopolitik

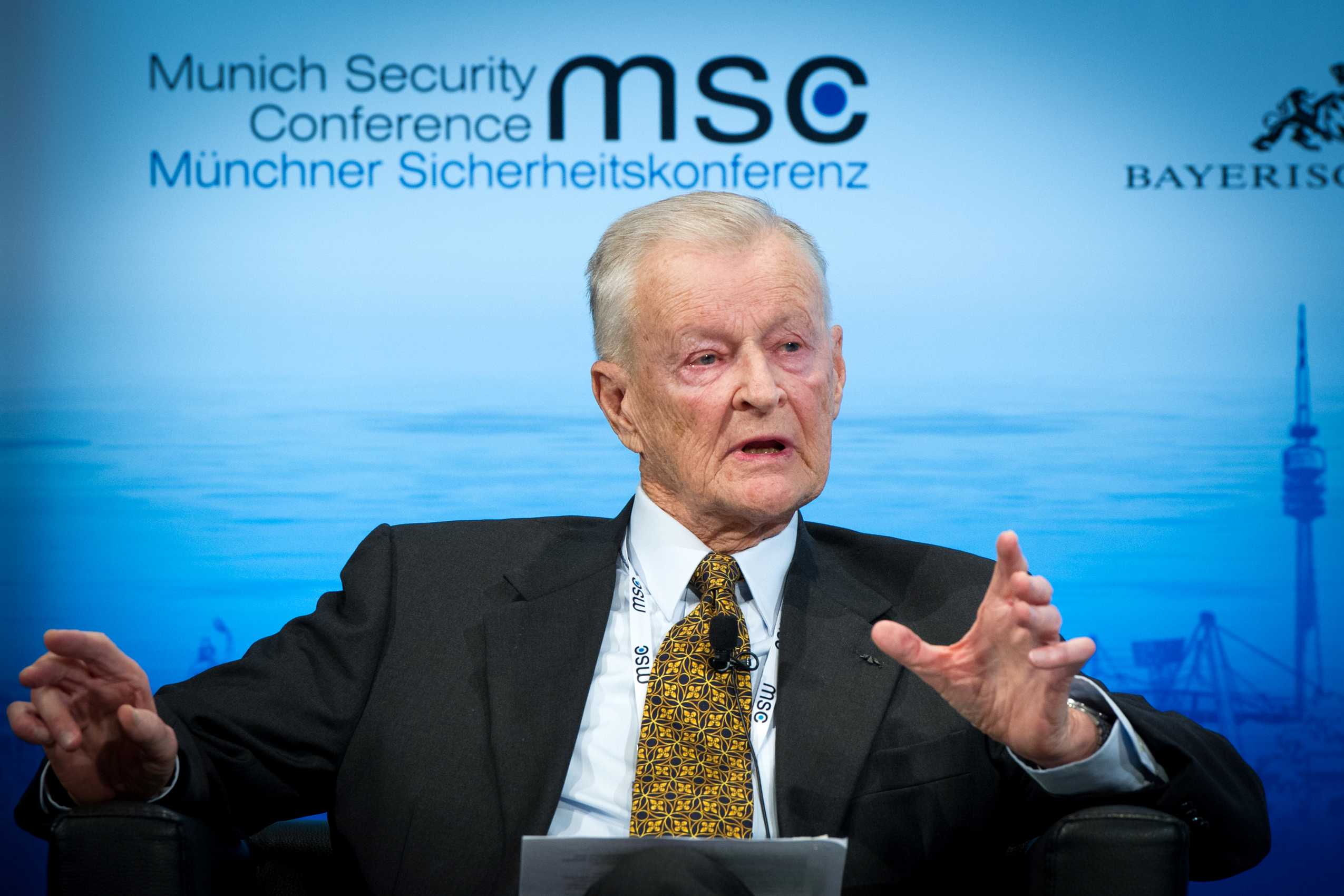
Zbigniew Brzeziński (2014), seit den 1970er Jahren führender amerikanischer Geostratege.

Politikberatende Geopolitik beginnt in den USA mit Nicholas J. Spykman. Basierend auf dem Konzept seines akademischen Lehrers Halford Mackinder entwickelte Spykman während des Zweiten Weltkriegs Strategieempfehlungen für die Nachkriegspolitik. Nicht das eurasische Heartland sei (wie Mackinder postuliert hatte) die sicherheitspolitisch kritische Zone, sondern dessen europäische und asiatische Randgebiete, das Rimland. Spykmans unmissverständliche geopolitische Empfehlung lautete: Die Vereinigten Staaten müssen international aktiv und engagiert sein, Einfluss auf die geographischen Schlüsselregionen nehmen und einen geopolitischen Pluralismus in Eurasien, besonders in dessen Randgebieten, herstellen und aufrechterhalten. Spykmans geopolitische Doktrin lautete in Abwandlung der Mackinder-Formel: „Who controls the Rimland rules Eurasia, who rules Eurasia controls the destiny of the world.“ Diese Strategieempfehlung ist laut Nils Hoffmann bis in die heutige Zeit wirkungsmächtig.
Auch für den seit den 1970er Jahren führenden amerikanischen Geostrategen Zbigniew Brzeziński hat die Weltinsel Eurasien wie schon für Mackinder und Spykman überragende Bedeutung: „Zum Glück für Amerika ist Eurasien zu groß, um eine politische Einheit zu bilden. Eurasien ist mithin das Schachbrett, auf dem der Kampf um globale Vorherrschaft auch in Zukunft ausgetragen wird.“ Auf diesem Schachbrett hätten die USA aktiv mitzuspielen und ihren Einfluss so einzusetzen, „dass ein stabiles kontinentales Gleichgewicht mit den Vereinigten Staaten als Schiedsrichter entsteht.“
Bei Brzeziński, aber auch schon bei Mackinder und Spykman wird deutlich, dass Geopolitik weniger als eine wissenschaftliche Disziplin verstanden wird, denn als unmittelbar handlungsorientierte Forschung, als Politikberatung. Sein Buch Democratic Ideals and Reality schrieb Mackinder 1919 als „Handreichung“ für die britischen Vertreter bei der Versailler Friedenskonferenz. Darin schlug er einen Cordon sanitaire zwischen Deutschland und Russland vor, um zu vermeiden, dass eine Macht Eurasien dominiere. In der Zeit nach dem Zweiten Weltkrieg fand Mackinders Heartland-Konzept „gleichsam komplementär“ zu Spykmans Rimland-Theorie ihren geostrategischen Niederschlag in der Containment-Politik sowie in der geopolitischen Blockstruktur, namentlich der NATO. Die Carter-Doktrin des Jahres 1980, mit der die südliche Flanke Eurasiens und insbesondere der Persische Golf ausdrücklich zur Einflusssphäre der USA erklärt wird, wurde maßgeblich von Brzeziński formuliert.

## Kritische Geopolitik
Als akademische Reaktion auf die Renaissance der früheren Geopolitik und deren Zielsetzung, weltweite amerikanische Ansprüche und Machtvorstellungen zu legitimieren, entstand in den USA der 1980er-Jahre die Konzeption der Critical Geopolitics, die eine paradigmatische Wende vom Positivismus zum Konstruktivismus darstellt. In dieser Sichtweise ist Geographie keine endgültige Wahrheit, sondern eine Form sozial produzierten Wissens. Traditionelle Raumkonzepte, die auf die Neutralität und Objektivität des Raumes Bezug nehmen, wurden anfechtbar. Raum und Territorium sind nach diesem Verständnis nicht mehr passive Bühne menschlichen Handelns, sondern werden für politische Zwecke instrumentalisiert. Weder Berge noch Meerengen sind per se strategisch, sie werden es erst durch menschliche Zuschreibung. Ziel kritischer Geopolitik ist es, „die ideologische Substanz der Rechtfertigungen von Weltpolitik aufzudecken und die Bindung an die Interessen bestimmter Akteure zu dokumentieren.“ Führende Vertreter kritischer Geopolitik sind John A. Agnew, Simon Dalby und Gerard Toal. In seiner Monografie Geopolitics widersprach 2009 der britische Historiker Jeremy Black ihrer konstruktivistischen Sichtweise und postulierte, es existierten objektive Faktoren wie Raum, Entfernung und Ressourcen, deren Auswirkungen nicht ignoriert werden könnten. Geopolitik definiert Black als Beziehung von machtorientierter Politik und Geographie, wobei Lage und Entfernung im Vordergrund stünden.

### Bücher
- Zbigniew Brzeziński: Die einzige Weltmacht. Amerikas Strategie der Vorherrschaft. Fischer-Taschenbuch-Verlag, Frankfurt am Main 1999, ISBN 3-596-14358-6.
- Heinz Brill: Geopolitische Analysen. Beiträge zur deutschen und internationalen Sicherheitspolitik (1974–2008). 2. Auflage. Biblio-Verlag, Bissendorf 2008, ISBN 3-7648-2386-0.
- Karl Haushofer: Geopolitische Grundlagen. Industrieverlag Spaeth & Linde, Berlin/Wien 1935.
- Nils Hoffmann: Renaissance der Geopolitik? Die deutsche Sicherheitspolitik nach dem Kalten Krieg. Springer VS, Wiesbaden 2012, ISBN 978-3-531-19433-2.
- Samuel P. Huntington: Kampf der Kulturen. Die Neugestaltung der Weltpolitik im 21. Jahrhundert. Goldmann, München 2002, ISBN 3-442-15190-2.
- Robert D. Kaplan: The Revenge of Geography. What the Map Tells Us About Coming Conflicts and the Battle Against Fate. Random House, New York 2012, ISBN 978-1-4000-6983-5.
- Rudolf Kjellén: Der Staat als Lebensform. 4. Auflage. K. Vowinckel, Berlin 1924 (Erste deutsche Übersetzung: Hirzel, Leipzig 1917).
- Henry Kissinger: Weltordnung. Bertelsmann, München 2014, ISBN 978-3-570-10249-7.
- Yves Lacoste: Geographie und politisches Handeln. Perspektiven einer neuen Geopolitik. Wagenbach, Berlin 1990, ISBN 3-8031-5126-0.
- Halford John Mackinder: Britain and the British Seas. D. Appleton and company, New York 1902.
- Alfred Thayer Mahan: Der Einfluß der Seemacht auf die Geschichte. 2 Bände. Mittler, Berlin 1898/99.
- Tim Marshall: Prisoners of geography. Ten maps that tell you everything you need to know about global politics. Elliot and Thompson Limited, London 2015, ISBN 978-1-78396-141-2.
  - Die Macht der Geographie. Wie sich Weltpolitik anhand von 10 Karten erklären lässt. Aus dem Englischen von Birgit Brandau. dtv, München 2015, ISBN 978-3-423-28068-6 (Aktualisierte und erweiterte Neuausgabe: dtv, München 2017, ISBN 978-3-423-34917-8).[75]
- Otto Maull: Das Wesen der Geopolitik. 3. Auflage. Teubner, Berlin/Leipzig 1941.
- Michael Paul: Der Kampf um den Nordpol. Die Arktis, der Klimawandel und die Rivalität der Großmächte. Herder, Freiburg 2022, ISBN 978-3-451-39052-4.
- Friedrich Ratzel: Politische Geographie oder die Geographie der Staaten, des Verkehres und des Krieges. 2. Auflage. Oldenbourg, München/Leipzig 1903 (Erste Auflage 1897).
- Karl Schlögel: Im Raume lesen wir die Zeit. Über Zivilisationsgeschichte und Geopolitik. Hanser, München 2003, ISBN 3-446-20381-8.
- Hans-Dietrich Schultz: Der Realraum als Problem. Eine Lektion aus der Disziplingeschichte (Kleine Reihe Geographie). Frankfurt am Main 2018.
- Tobias ten Brink: Geopolitik. Geschichte und Gegenwart kapitalistischer Staatenkonkurrenz. Westfälisches Dampfboot, Münster 2008, ISBN 978-3-89691-123-0.
- Verein „Kritische Geographie“ (Hrsg.), Redaktion Reinhard Zeilinger: Geopolitik. Zur Ideologiekritik politischer Raumkonzepte. Promedia, Wien 2001, ISBN 978-3-85371-167-5.
- Niels Werber: Geopolitik zur Einführung. Junius, Hamburg 2014, ISBN 978-3-88506-085-7 (Zweite, überarbeitete Auflage ebd. 2022).

### Aufsätze
- Herbert Ammon: Geopolitik – Zur Wiederkehr eines verloren geglaubten Begriffs im 21. Jahrhundert. In: IABLIS, Jahrbuch für europäische Prozesse. 8. Jahrgang, 2009 (Online, PDF, abgerufen am 17. November 2015).
- Jan Helmig: Geopolitik – Annäherung an ein schwieriges Konzept. In: Aus Politik und Zeitgeschichte. 20–21, 2007
- Egbert Jahn: Geopolitik – was ist das? Vortrag beim 16. Schlangenbader Gespräch, 2013 (Online, PDF, abgerufen am 17. November 2015).
- Halford John Mackinder: The Geographical Pivot of History. 1904; dt.: Der geographische Drehpunkt der Geschichte. In: Lettre International. Ausgabe 120, 2018, S. 124–129.
- Jürgen Osterhammel: Die Wiederkehr des Raumes: Geopolitik, Geohistorie und historische Geographie. In: Neue Politische Literatur. 43, Heft 3, 1998, S. 374–397 (Online, PDF, abgerufen am 17. November 2015).
- Hauke Ritz: Die Rückkehr der Geopolitik. Eine Ideologie und ihre fatalen Folgen. In: Blätter für deutsche und internationale Politik. März 2013 (Online, abgerufen am 17. November 2015).
- Sören Scholvin: Geopolitik in den internationalen Beziehungen. In: GIGA Focus. Nr. 9. 2014 (Online, abgerufen am 20. März 2020).
- Hans-Dietrich Schultz: Die deutsche Geographie im 19. Jahrhundert und die Lehre Friedrich Ratzels. In: Irene Diekmann, Peter Krüger, Julius H. Schoeps (Hrsg.): Geopolitik. Grenzgänge im Zeitgeist (= Jahrbuch der Gesellschaft für Geistesgeschichte 2. Bde., hier Bd. 1) Potsdam 2000, 39-84.
- Hans-Dietrich Schultz: Geopolitik „avant la lettre“ in der deutschsprachigen Geographie bis zum Ersten Weltkrieg. In: Geopolitik. Zur Kritik politischer Raumkonzepte (= Kritische Geographie 14) Wien 2001, 29-50.
- Hans-Dietrich Schultz: Kulturklimatologie und Geopolitik. In: Stephan Günzel (Hrsg.): Raum. Ein interdisziplinäres Handbuch. Stuttgart/Weimar 2010, S. 44–59.
- Clemens Binder und Saskia Stachowitsch: Die Rückkehr der Geopolitik? Möglichkeiten und Limitation geopolitischer Analysen. Österreichisches Institut für Internationale Politik (OIIP), Arbeitspapier 105/August 2019 (Online, PDF, abgerufen am 3. Februar 2020).
- Ludolf Baron von Löwenstern: Pivot to Asia. Der Bedeutungsverlust Europas aus geostrategischer Perspektive. MarineForum 12-2020, S. 27–29 (Online, PDF, abgerufen am 13. Dezember 2020).

### Fachzeitschriften (Auswahl)
- Deutschland: Zeitschrift für Geopolitik (ZfG), erschien von 1924 bis 1944 und 1951 bis 1968.
- Frankreich: Hérodote. Revue de géographie et de géopolitique,[76] ISSN 0338-487X.
- Italien: liMes. Rivista Italiana di geopolitica,[77] ISSN 2465-1494.
- Polen: European Journal of Geopolitics. ISSN 2353-8554.,[78] ISSN 2353-8554.
- Vereinigte Staaten: Geopolitics, History, and International Relations. Addleton Academic Publishers, New York, ISSN 1948-9145.
- Ukraine: Geopolitics under Globalization.ISSN 2543-5493.
- Russland: Journal of Eurasian Affairs. ISSN 2307 8286, erschien von 2013 bis 2018 in Moskau, Website: »eurasianaffairs.net«.[79]